# Hạ Long
Hạ Long è una città del Vietnam, capoluogo della provincia di Quang Ninh. Il nome significa "Drago discendente". La città è stata creata nel 1993 con la fusione dell'antica capitale provinciale, Hòn Gai, con la zona turistica di Bãi Cháy. La città si estende lungo la baia di Hạ Long e si trova a circa 178 chilometri da Hanoi, la capitale.